# ネットコクヨ
株式会社ネットコクヨ（ネットコクヨ）は、購買ASP「べんりねっと」を提供するASP事業者である。間接材購買の業務コンサルティングも行っている。コクヨ株式会社の連結子会社。1998年設立。2009年1月、同じコクヨグループ子会社の株式会社カウネットと合併。

## 沿革
- 1997年7月 「べんりねっと」稼動
- 1998年7月  株式会社ネットコクヨ 設立
- 1998年12月　第8回流通システム大賞　奨励賞受賞
- 1999年7月　ビジネスモデル特許登録
- 2001年3月 「べんりねっと」新システム稼動
- 2003年3月 「べんりねっと」見積りシステム強化
- 2006年2月　ISMS適合性評価制度の認証を取得
- 2007年2月　ISMS認証基準(Ver.2.0)を、JIS Q 27001(ISO/IEC 27001)に移行
- 2009年1月　同じコクヨグループ子会社の株式会社カウネットと合併

## 取得特許
ネットコクヨでは以下の特許を取得している。
- ビジネスモデル特許
  - 公開番号 : 平11－31184
2001－202441
2004－234690